# 호이니체군

포모제주 지도에 표시된 호이니체군의 위치

호이니체군(폴란드어: powiat chojnicki)은 폴란드 포모제주에 위치한 군으로 군청 소재지는 호이니체이며 면적은 1,364.25km2, 인구는 97,616명(2019년 기준), 인구 밀도는 72명/km2이다.
북쪽으로는 비투프군, 코시치에지나군, 동쪽으로는 스타로가르트군, 쿠야비포모제주 투홀라군, 남쪽으로는 쿠야비포모제주 셍풀노군, 서쪽으로는 치우후프군과 접한다. 5개 지방 자치체(1개 도시, 2개 도시형 농촌, 2개 농촌)를 관할한다.

군기
군 문장